# 八尾宗徳
八尾 宗徳（やお むねのり 1977年1月13日-）は日本のスタントマン。
1993年　大阪のアクションチームに所属、同時期に舞台演劇活動を開始。
1996年Vシネマ「喧嘩の花道」（三池崇史監督）にて映像デビュー。
その後、映像作品など多数出演。
テーマパーク出演などを経て、2001年　上京　俳優業を志すが特技のアクションを活かし、スタント・アクション部として活動。
現在はアクション部スタントマン、各種コーディネーター、及び俳優として活動している。